# Мертел-Крік (Орегон)
Мертел-Крік (англ. Myrtle Creek) — місто (англ. city) в США, в окрузі Дуглас штату Орегон. Населення — 3481 особа (2020).

## Географія
Мертел-Крік розташований за координатами 43°1′26″ пн. ш. 123°16′43″ зх. д. / 43.02389° пн. ш. 123.27861° зх. д. (43.023860, -123.278500).  За даними Бюро перепису населення США в 2010 році місто мало площу 6,50 км², з яких 6,49 км² — суходіл та 0,01 км² — водойми.

## Демографія
Згідно з переписом 2010 року, у місті мешкало 3439 осіб у 1382 домогосподарствах у складі 930 родин. Густота населення становила 529 осіб/км².  Було 1521 помешкання (234/км²).
Расовий склад населення:
| - 90,7 % — білих - 2,1 % — корінних американців - 0,8 % — азіатів - 0,3 % — чорних або афроамериканців - 0,1 % — вихідців з тихоокеанських островів - 1,2 % — осіб інших рас |

До двох чи більше рас належало 4,9 %. Частка іспаномовних становила 4,3 % від усіх жителів.
За віковим діапазоном населення розподілялося таким чином: 23,3 % — особи молодші 18 років, 59,0 % — особи у віці 18—64 років, 17,7 % — особи у віці 65 років та старші. Медіана віку мешканця становила 40,5 року. На 100 осіб жіночої статі у місті припадало 96,6 чоловіків;  на 100 жінок у віці від 18 років та старших — 92,7 чоловіків також старших 18 років.
Середній дохід на одне домашнє господарство  становив 48 549 доларів США (медіана — 39 350), а середній дохід на одну сім'ю — 50 850 доларів (медіана — 38 611). Медіана доходів становила 40 417 доларів для чоловіків та 20 117 доларів для жінок. За межею бідності перебувало 34,1 % осіб, у тому числі 64,8 % дітей у віці до 18 років та 7,0 % осіб у віці 65 років та старших.
Цивільне працевлаштоване населення становило 1310 осіб. Основні галузі зайнятості: мистецтво, розваги та відпочинок — 24,0 %, роздрібна торгівля — 14,0 %, науковці, спеціалісти, менеджери — 9,6 %, сільське господарство, лісництво, риболовля — 9,6 %.